# 洛根縣 (堪薩斯州)
洛根縣（英語：Logan County，縮寫LG）是美国堪薩斯州西部的一個縣，面積2,779平方公里。根據2020年美國人口普查，共有人口2,762人。縣治奧克利（Oakley）。该县成立於1887年2月24日，縣政府在9月17日成立；縣名紀念代表伊利诺伊州的聯邦參議員、1884年美國總統選舉共和黨的副總統候選人約翰·亞歷山大·洛根（John Alexander Logan）。
该縣為一禁酒的縣。